# جيرالد مكراني
جيرالد مكراني (بالإنجليزية: Gerald McRaney)‏ هو ممثل أمريكي، ولد في 19 أغسطس 1947 بكولينز في الولايات المتحدة. بدأ مشواره المهني سنة 1969.

## أعمال

### أفلام
- (2010) فريق النخبة[4][5][6]
- (2012) الذيول الحمراء[7]
- (2015) التركيز[8][9][10]

### مسلسلات
- جاغ
- جيريكو
- سيمون وسيمون
- كاسل

## وصلات خارجية
- جيرالد مكراني على موقع IMDb (الإنجليزية)
- جيرالد مكراني على موقع ألو سيني (الفرنسية)
- جيرالد مكراني على موقع أول موفي (الإنجليزية)
- جيرالد مكراني على موقع قاعدة بيانات برودواي على الإنترنت (الإنجليزية)
- جيرالد مكراني على موقع قاعدة بيانات الأفلام السويدية (السويدية)
- جيرالد مكراني على موقع إن إن دي بي (الإنجليزية)
- جيرالد مكراني على موقع قاعدة بيانات الفيلم (الإنجليزية)
- جيرالد مكراني على موقع كينوبويسك (الروسية)